# 마누스섬모자이크꼬리쥐
마누스섬모자이크꼬리쥐(Melomys matambuai)는 쥐과에 속하는 설치류의 일종이다. 파푸아뉴기니 마누스섬의 토착종으로 숲 서식지의 나무 위에서 주로 발견된다. 마누스섬 자연 숲이 개간되고 전체 서식 면적이 1,800km2 이하로 줄어들었기 때문에 국제 자연 보전 연맹(IUCN)이 보전 등급을 "절멸위기종"으로 분류하고 있다.